# Édouard-Henri Avril
Édouard Henri Avril (Argel, 21 de mayo de 1849 - Le Raincy, 28 de julio de 1928) fue un pintor francés y artista comercial. Usando un pseudónimo, era ilustrador de literatura erótica.

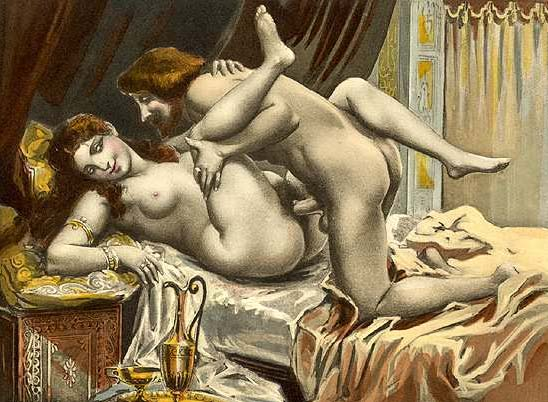
Ilustración de Édouard-Henri Avril para Los sonetos lujuriosos de Pietro Aretino.

Avril estudió arte en varios salones de París. Desde 1874 a 1878 estuvo en la École des Beaux Arts en París.
Cuando fue comisionado para ilustrar la novela Fortunio de Théophile Gautier, adoptó el seudónimo Paul Avril.
Pronto tuvo una cierta reputación, y recibió muchas comisiones para ilustrar autores importantes y la llamada "literatura galante" del día, de una forma erótica. Estos libros eran vendidos en ediciones pequeñas sobre una base de la suscripción, ordenada por los coleccionistas. Se lo considera el padre de la pintura erótica.

## Principales trabajos
- Salammbô, de Gustave Flaubert.

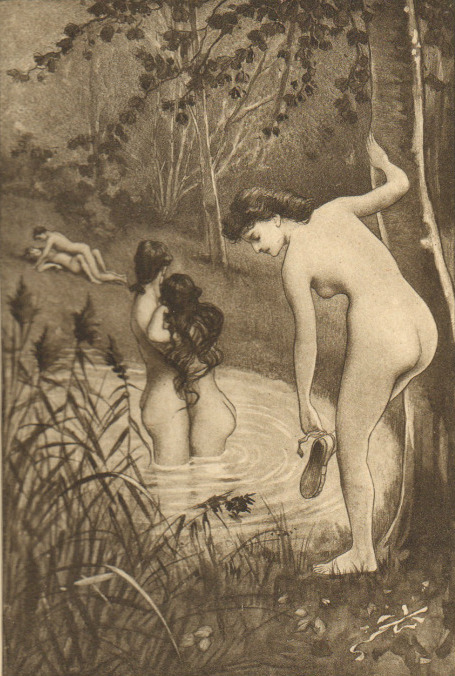
Ilustración de Édouard-Henri Avril para Fanny Hill de John Cleland.

- Point de lendemain, de Vivant Denon (1889).
- Fanny Hill, de John Cleland.
- Les aventures du Chevalier de Faublas, de Jean Baptiste Louvet de Couvray.
- Mon oncle Barbassou (1884), de Mario Uchard (1824-1893).
- La Femme, de Jules Michelet.
- Musque, hashish et sang, de Hector France.
- Nouvelles, de Pietro Aretino.
- Le Miroir du monde, de Octave Uzanne (1888).
- Le Roi Candaule, de Gautier (1893).
- Gamiani, de Alfred de Musset.
- Sobre las figuras de Venus, de Friedrich Karl Forberg.
- Los sonetos lujuriosos, de Pietro Aretino.

## Galería
Selección de ilustraciones de una serie de Édouard-Henri Avril.

### Ilustraciones paraDe figuris Veneris

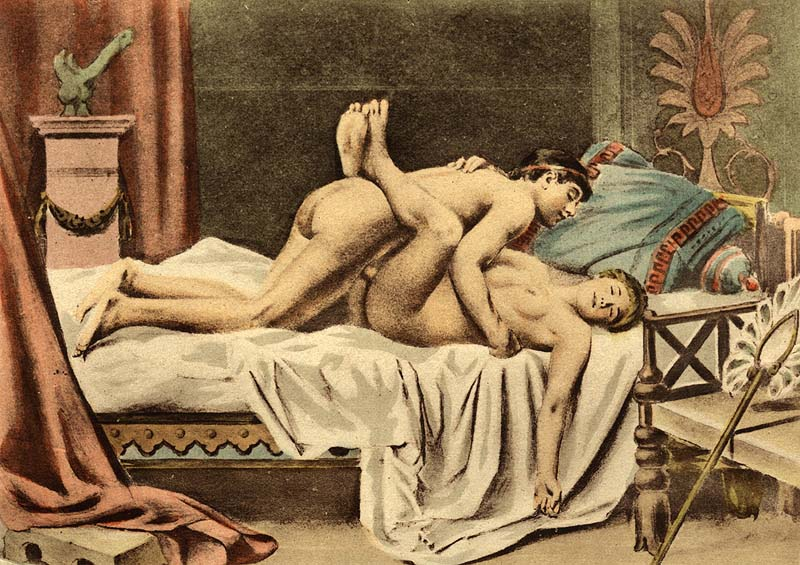
Coito
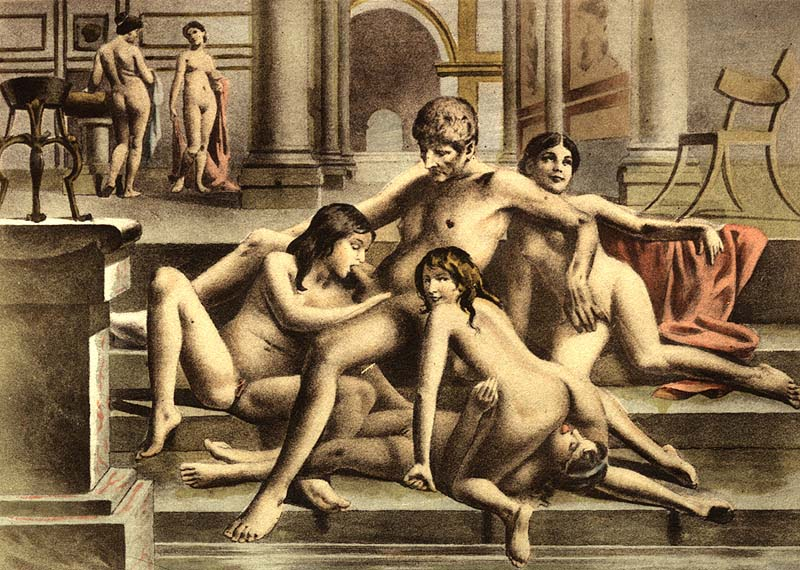
Felación y Cunnilingus
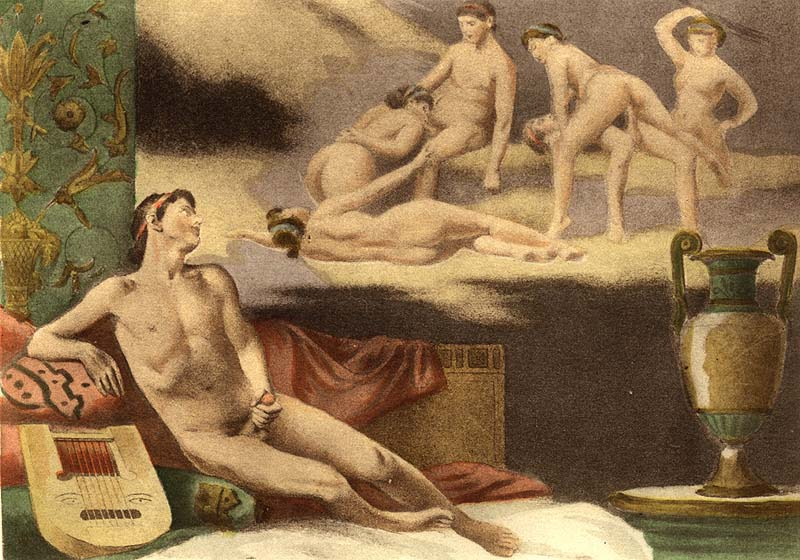
Masturbación
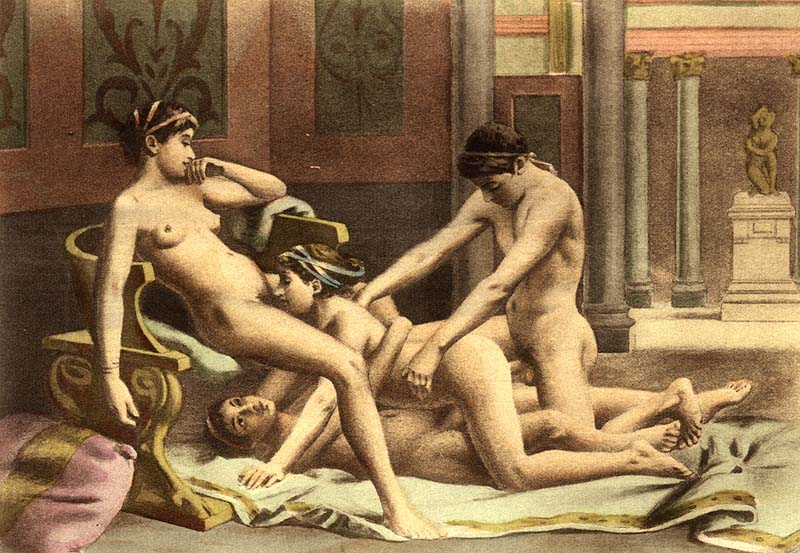
Cunnilingus y Coito
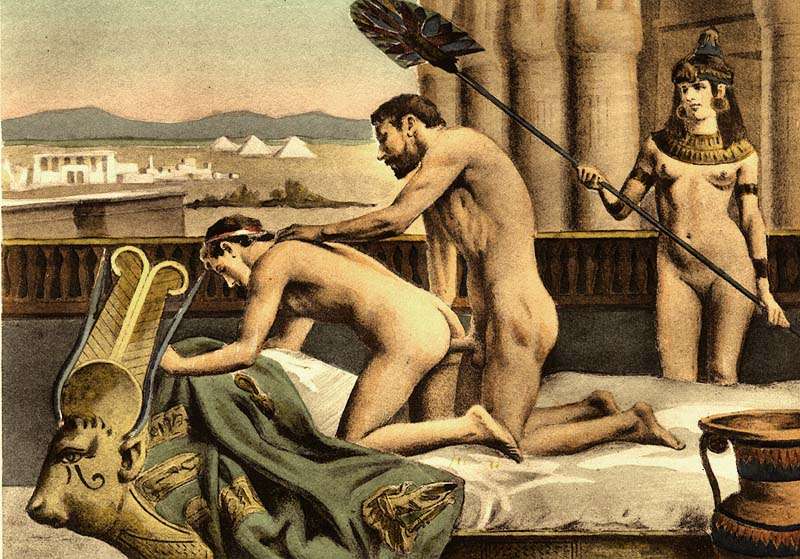
Adriano y Antínoo